# ديرالنقيل (أسلم)

تعديل مصدري - تعديل

ديرالنقيل هي إحدى قرى عزلة أسلم الشام بمديرية أسلم التابعة لمحافظة حجة، بلغ تعداد سكانها 83 نسمة حسب تعداد اليمن لعام 2004.